# Бернар Блие
Бернар Блие (на френски: Bernard Blier e френски характерен киноактьор. 

## Биография
Бернар Блие е роден на 11 януари 1916 в Буенос Айрес, Аржентина, където по това време е командирован баща му, който е изследовател в института Луи Пастьор. Учи в Сорбоната и получава званието доктор по философия. Още в студентските си години взимаше уроци по актьорско майсторство. Филмовият му дебют е в малка роля през 1936 г. В следващите години Блие участва в по шест, седем филма годишно и става много популярен във Франция и Италия. Сред известните му характерни роли са на Шарл Лепикар в „Кралят на фалшификаторите“ (1961) на режисьора Жил Гранжие; Шарл Лабарже в „Важни персони“ (1965); на окръжния полицейски комисар в „Големият ресторант“ (1966) на режисьора Жак Бенар, където партнира с Луи дьо Фюнес; секретарят Убалдо Палмарини в приключенския филм „Ще успеят ли нашите герои да открият своя загадъчно изчезнал приятел в Африка?“ (1968) на режисьора Еторе Скола и много други.
Синът на Бернар Блие е Бертран Блие известен режисьор и сценарист.
Бернар Блие умира 29 март 1989 в Сен-Клу.

## Избрана филмография
| година | филм                                                                           | оригинално заглавие                                                                | роля                         | режисьор                 |
| ------ | ------------------------------------------------------------------------------ | ---------------------------------------------------------------------------------- | ---------------------------- | ------------------------ |
| 1938   | Хотел „Север“                                                                  | Hôtel du Nord                                                                      | Проспер Тримо                | Марсел Карне             |
| 1939   | Денят се ражда                                                                 | Le jour se lève                                                                    | Гастон                       | Марсел Карне             |
| 1959   | Архимед, скитника                                                              | Archimède le clochard                                                              | господин Пишон, новия барман | Жил Гранжие              |
| 1959   | Голямата война                                                                 | La Grande Guerra                                                                   | капитан Кастели              | Марио Моничели           |
| 1959   | Очите на любовта                                                               | Les Yeux de l'amour                                                                | доктор Андрию                | Дени дьо Ла Пателиер     |
| 1961   | Кралят на фалшификаторите                                                      | Le cave se rebiffe                                                                 | Шарл Лепикар                 | Жил Гранжие              |
| 1965   | Важни персони                                                                  | Les Bons Vivants                                                                   | Шарл Лабарже                 | Жорж Лотнер, Жил Гранжие |
| 1966   | Големият ресторант                                                             | Le Grand Restaurant                                                                | окръжен полицейски комисар   | Жак Бенар                |
| 1968   | Ще успеят ли нашите герои да открият своя загадъчно изчезнал приятел в Африка? | Riusciranno i nostri eroi a ritrovare l'amico misteriosamente scomparso in Africa? | Убалдо Палмарини             | Еторе Скола              |
| 1969   | Моят чичо Бенжамен                                                             | Mon oncle Benjamin                                                                 | Маркиз                       | Едуар Молинаро           |
| 1971   | Джо                                                                            | Jo                                                                                 | инспектор Дюкро              | Жан Жиро                 |
| 1972   | Високият рус мъж с черната обувка                                              | Le Grand Blond avec une chaussure noire                                            | Бернар Милан                 | Ив Робер                 |
| 1975   | Приятели мои                                                                   | Amici miei                                                                         | Риджи Николо                 | Марио Моничели           |